# Municipio de Nelson (Kansas)
El municipio de Nelson (en inglés: Nelson Township) es un municipio ubicado en el condado de Cloud en el estado estadounidense de Kansas. En el año 2010 tenía una población de 109 habitantes y una densidad poblacional de 1,19 personas por km².

## Geografía
El municipio de Nelson se encuentra ubicado en las coordenadas 39°31′26″N 97°32′9″O / 39.52389, -97.53583. Según la Oficina del Censo de los Estados Unidos, el municipio tiene una superficie total de 91.46 km², de la cual 91,45 km² corresponden a tierra firme y (0 %) 0 km² es agua.

## Demografía
Según el censo de 2010, había 109 personas residiendo en el municipio de Nelson. La densidad de población era de 1,19 hab./km². De los 109 habitantes, el municipio de Nelson estaba compuesto por el 100 % blancos. Del total de la población el 1,83 % eran hispanos o latinos de cualquier raza.